# Dolejší rybník (Měník)
Dolejší rybník o výměře vodní plochy 0,9 ha se nalézá na jižním okraji obce Měník v okrese Hradec Králové. Rybník je využíván pro chov ryb. 
Dolejší rybník je pozůstatkem bývalé rozsáhlé Chlumecké rybniční soustavy, která v době svého největšího rozkvětu čítala na 193 rybníků vybudovaných v průběhu 15. až 16. století v oblasti povodí řek Cidliny a Bystřice.

## Galerie

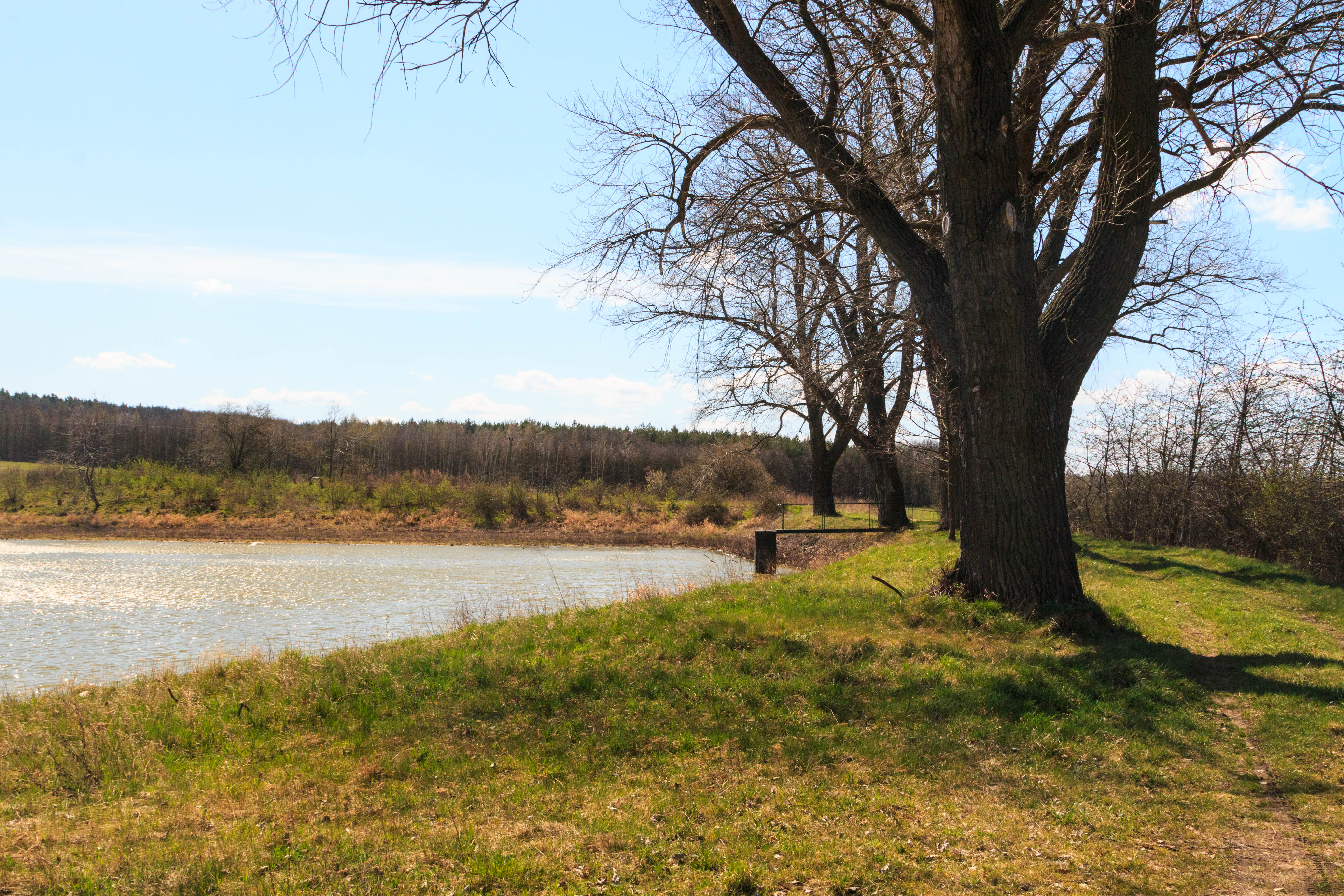
pohled na Dolejší rybník u Měníku
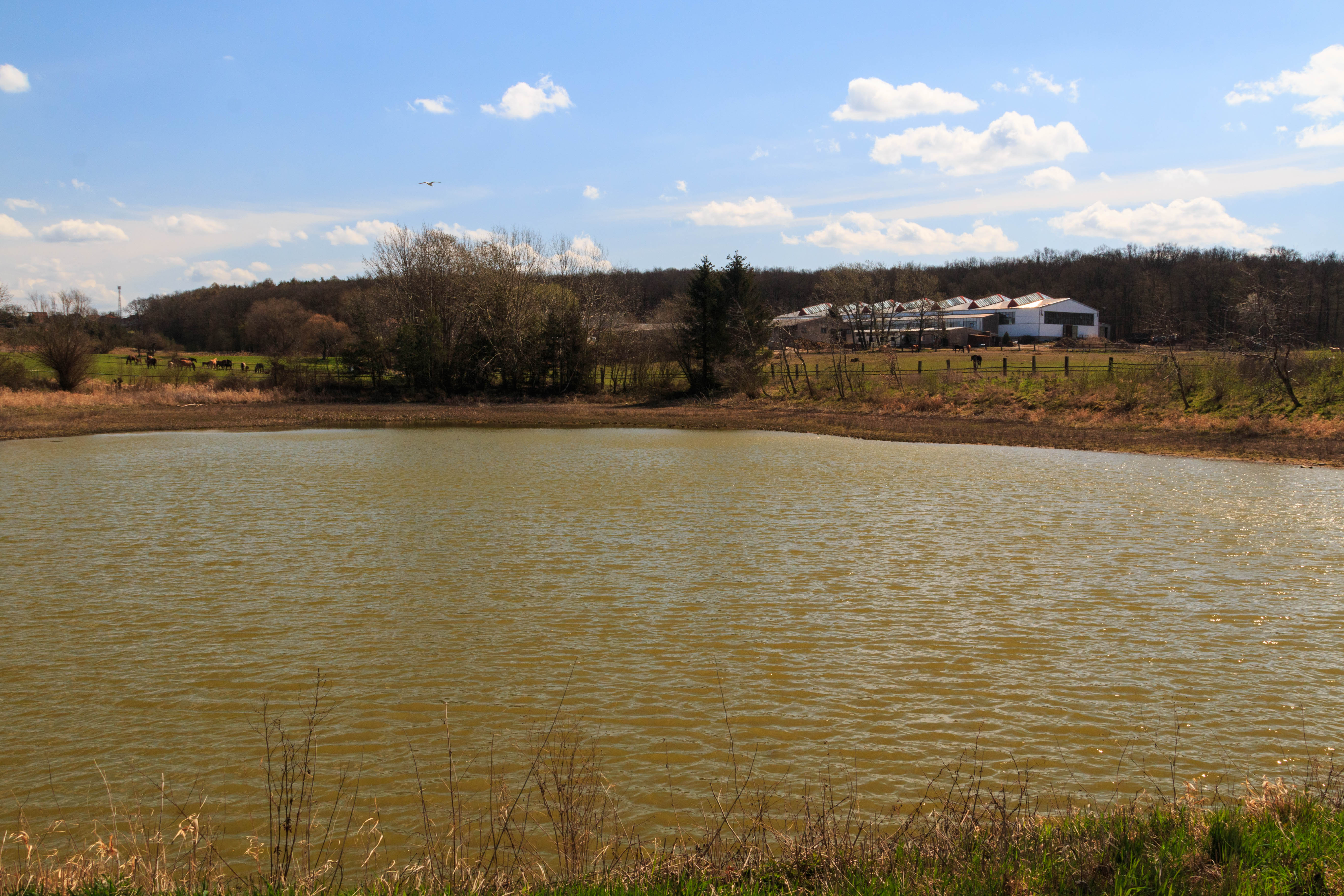
pohled na Dolejší rybník u Měníku
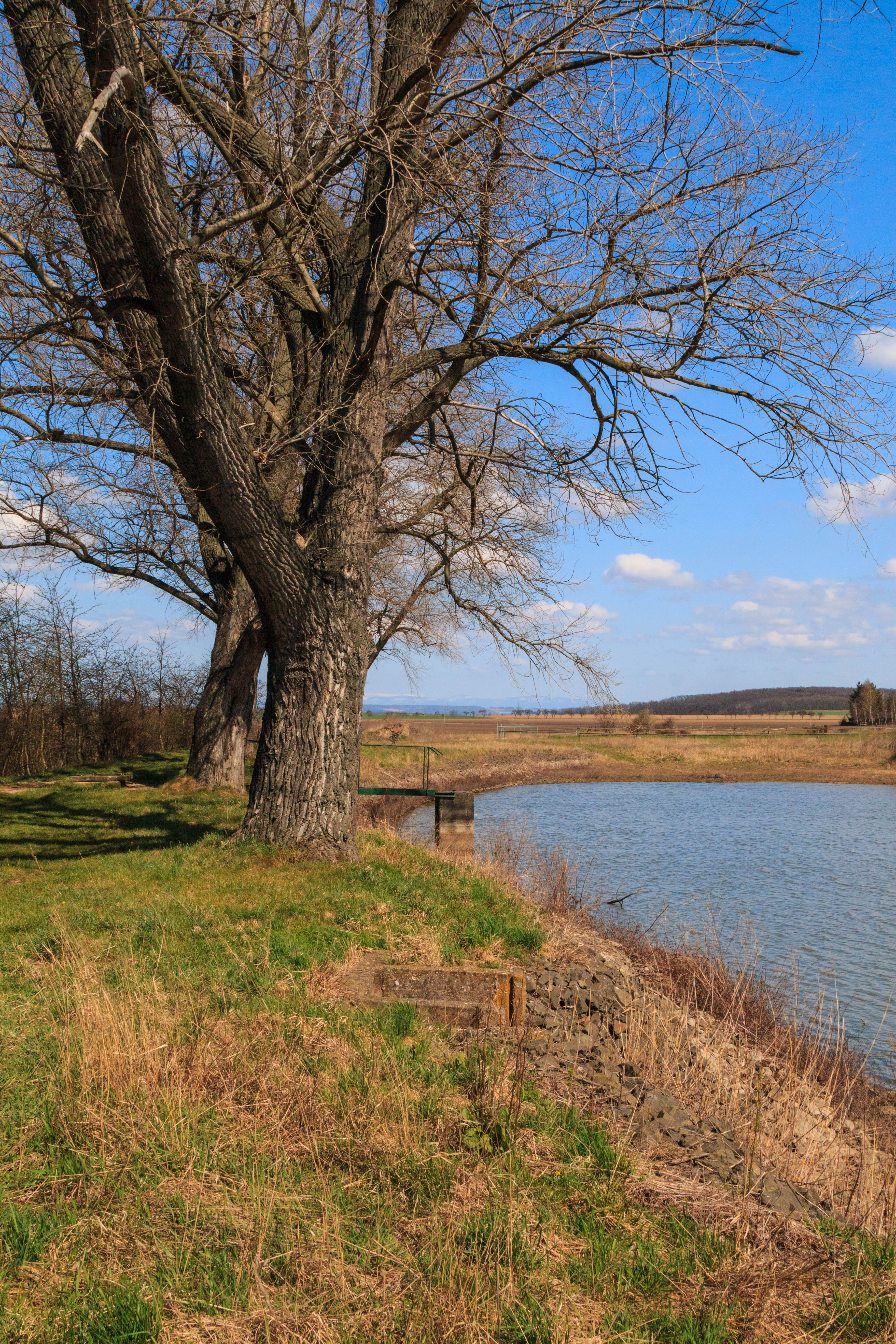
pohled na Dolejší rybník u Měníku
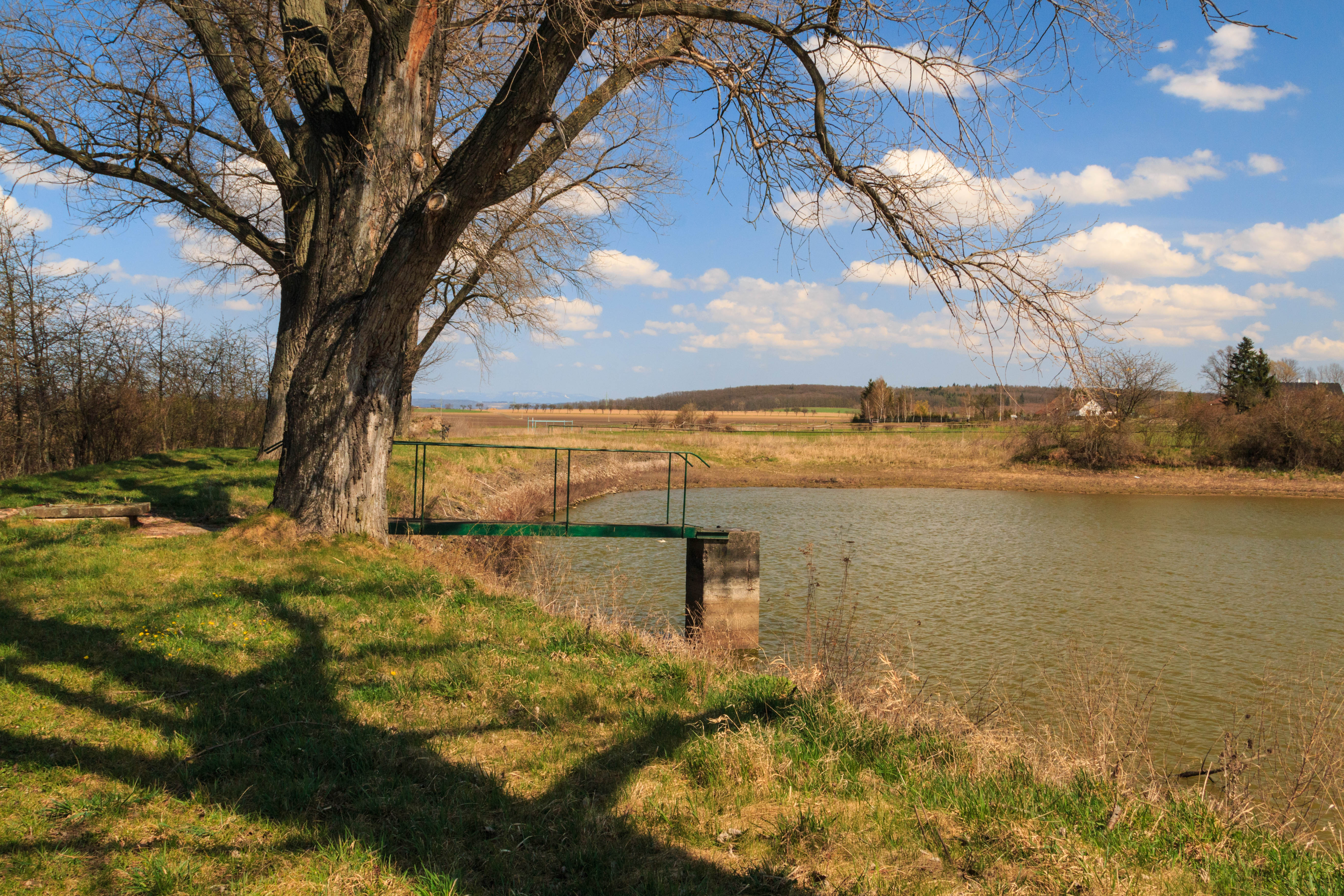
pohled na Dolejší rybník u Měníku